# Mindre fläckhavsmandel
Mindre fläckhavsmandel (Philine punctata) är en snäckart som först beskrevs av J. Adams 1800. Mindre fläckhavsmandel ingår i släktet Philine och familjen havsmandelsnäckor. Arten är reproducerande i Sverige.